# Jacob Gilardi

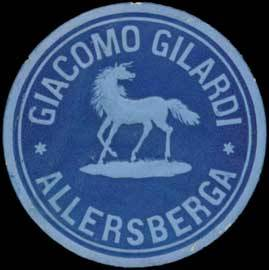
Siegelmarke

Jacob Gilardi war eines der ältesten Unternehmen für Leonische Waren in Deutschland. Es war von 1689 bis 2006 in Allersberg, Mittelfranken, ansässig. Bis heute existiert am Allersberger Marktplatz ein markantes Palais der Barockzeit.

## 1689 bis 1892: Familien Heckel und Gilardi
Das Unternehmen Gilardi wurde von Johann Georg Heckel d. Ä. im Jahre 1689 gegründet und von dem Mailänder Giacomo (Jacob) Gilardi, der die Witwe von Johann Georg Heckel d. J., Sybilla Maurer, heiratete, ab 1708 weitergeführt. Gilardi ließ 1723 das nach ihm benannte Palais sowie die dazugehörige Fabrik von Gabriel de Gabrieli bauen. Gilardi war zu dieser Zeit eine der bedeutendsten leonischen Manufakturen und exportierte ihre Waren weltweit. 1756 wurde ihr die Reichsritterschaft zuteil.
Nachkommen der Gilardis, die Familie Siegert, führten das Unternehmen noch bis zur Insolvenz im Jahre 1892.

## 1894 bis 2006: Familien Geiershoefer und Schulenburg
Im Jahre 1894 wurde das Unternehmen von der Familie Geiershoefer aus Nürnberg erworben. Unter der Leitung von Otto Geiershoefer, der Giliardi 1904 von seinem Bruder Anton als Alleineigentümer übernahm, wurde vor allen Dingen Christbaumschmuck aus leonischen Drähten hergestellt. Als Otto Geiershoefer 1936 starb, ging das Unternehmen in den Besitz seiner Witwe Else über und deren Sohn Erik wurde Geschäftsführer.
Im nationalsozialistischen Deutschland wurde die Familie Geiershoefer, die jüdischer Abstammung ist, 1938 im Zuge der Arisierung von der Kreisleitung der NSDAP zwangsenteignet. Diese veräußerte das Unternehmen an den Weissenburger Unternehmer Hermann Gutmann. Erik Geiershoefer konnte mit seiner Frau Magda und Tochter Susanne nach England fliehen, seine Mutter Else wurde in das Ghetto Lodz verschleppt, wo sie umkam. In Hamburg erinnert an sie ein 'Stolperstein'.
Nach dem Ende des Zweiten Weltkriegs kehrte Erik Geiershoefer 1946 mit seiner Familie nach Allersberg zurück und begann mit dem Wiederaufbau des Betriebes und der teilweise schwer zerstörten Gebäude. In den 1950er Jahren musste Hermann Gutmann das Unternehmen an ihre ursprünglichen Eigentümer zurückerstatten. Die Firma Gilardi war bald wieder auf den großen Messen in Nürnberg, Leipzig und Frankfurt vertreten, lieferte in alle Welt und beschäftigte über 50 Mitarbeiter.
Als Erik Geiershoefer 1971 starb, übernahmen seine Tochter Susanne und deren Mann Helmut Schulenburg die Geschäftsführung. Das Sortiment des Unternehmens bestand nun größtenteils aus Girlanden und Dekorationen aus PVC. ‘Großmutters Christbaumschmuck’ wurde weiterhin, vor allem in Heimarbeit, hergestellt. Auch wurden viele Tonnen Stanniol-Lametta jährlich abgepackt und Metall-Topfreiniger hergestellt. In den Jahren 1978/79 erfolgte eine zweite umfassende Restaurierung des Gilardihauses unter Mitarbeit des Bayerischen Landesamtes für Denkmalpflege. Seit 1996 wohnt die Familie Schulenburg in England, von wo aus sie das Unternehmen bis zu deren Schließung im Jahr 2006 weiterführte. Die Gebäude wurden an die Gemeinde verkauft.
Heute bemüht sich der Förderverein Gilardi-Anwesen Allersberg gemeinsam mit der Gemeinde um eine angemessene zukünftige Nutzung des über 3.000 Quadratmeter großen Grundstücks. Die Umbauten haben im November 2012 begonnen, sollen rund fünf Jahre dauern und etwa 7,5 Millionen Euro kosten.
Am 30. Juni 2018 wurde die 'Ausstellung Firma Jacob Gilardi' in Räumen der ehemaligen Fabrik eröffnet. Die ausgestellten Objekte, so zum Beispiel Originalgemälde der Gilardis, Originaldokumente, Maschinen und Dekorationen, gehören der 2011 gegründeten 'Stiftung Firma Gilardi, Familie Geiershoefer/Schulenburg - Markt Allersberg'.
Auch die Gilardistraße, die Sybilla-Maurer-Allee, die Erik-Geiershoefer-Straße und die Susanne-Schulenburg-Straße erinnern an ehemalige Eigentümer des Unternehmens.